# Lenda do envenenamento dos poços
A lenda do envenenamento dos poços derivou-se de uma acusação antissemita originada no século XIV, o mesmo da peste negra. Os judeus eram acusados em várias cidades da Europa de serem a causa das doenças e de envenenarem os poços de água, causando as mortes. Foram vítimas de pogroms. Cerca de 60 grandes cidades com comunidades judaicas e 150 comunidades judaicas menores foram vítimas de ataques. Casas foram queimadas, ocupantes foram mortos e também houve tortura.
O presidente da câmara de Zwolle (Holanda), após o pogrom desse ano na sua cidade disse: "foram mortos pelo amor a Deus, com o fogo e pela espada".